# قائمة أنواع العويذران
الأنواع التالية من جنس نباتات العويذران المزهرة أو المسماة بالليمونيوم، والتي غالبًا ما تسمى الخزامى البحرية، والستاتيس، وإكليل الجبل المستنقعي، مقبولة من قبل نباتات العالم على الإنترنت. اعتبارًا من نوفمبر 2024، قبل موقع نباتات العالم على الإنترنت الألكتروني حوالي 605 نوعًا من أنواع العويذران. حوالي 70٪ من هذه الأنواع متوطنة في حوض البحر الأبيض المتوسط.

## الأنواع

### خ
- خزامى بحرية